# Cham-Architektur
Die Architektur der Cham im heutigen Südvietnam reicht bis ins 4. Jahrhundert zurück und war von Indien beeinflusst.

## Bauten
Anfangs, im 4. Jahrhundert, wurden Holztempel gebaut, die aber im 7. Jahrhundert von Vietnamesen zerstört wurden. Vom 7. bis zum 13. Jahrhundert wurden sie wieder aufgebaut, und zwar diesmal aus Ziegeln oder auch aus Sandstein. König Indravarman II. (875–896) verlegte die Hauptstadt von Champa in den Norden, wo er Indrapura gründete sowie das Kloster Dong Duong. Indrapura wurde 982 von Le Hoan, einem König der Lê-Dynastie, erobert, woraufhin die Cham ihre Hauptstadt nach Vijaya verlegten. Aber auch bis dorthin drangen die Vietnamesen immer wieder vor und eroberten 1471 Vijaya endgültig.

Die Tempelanlagen der Cham sind von einer Umfassungsmauer umgeben und bestehen aus dem eigentlichen Turmheiligtum, in der Sprache der Cham Kalan genannt, einem südlich davon stehenden, kleineren rechteckigen Gebäude zur Ablage von Kultgegenständen (Kosa grha) sowie einer flachgedeckten, großräumigen Halle (Mandapa), in der die Kulthandlungen vorbereitet wurden. Am häufigsten findet man die älteste Anlagenform mit drei parallel stehenden Türmen, die Brahma, Shiva und Vishnu gewidmet waren, wobei eine Bevorzugung Shivas daran zu erkennen ist, dass der ihm geweihte, mittlere Turm immer der höchste ist. Beispiele hierfür sind Chiên Đàn, Khương Mỹ und Hòa Lai. Ab dem 9. Jahrhundert äußert sich die größer gewordene Bedeutung Shivas im Bau nur eines zentralen, ihm gewidmeten Kalans, so in Đồng Dương und Mỹ Sơn A-1 (Duy Xuyên). In einiger Entfernung von den Tempelanlagen befand sich ein Teich, aus dem das Wasser für die Waschungen des Linga oder Kultbildes geholt wurde.

Der Kalan selbst bildet nach indischem Vorbild den Weltenberg Meru ab. Von unten nach oben besteht er aus einem quadratischen Sockel, dem Symbol der materiellen Welt, einem Hauptteil mit der Cella im Inneren, in der die Kultfigur stand, und dem pyramidenförmigen Dach, dem Symbol der spirituellen Welt. Während der Sockel häufig mit umlaufenden Hochreliefs bedeckt ist, die die Horizontale betonen und so das Gebäude „standfest“ erscheinen lassen, ist der Dekor des Hauptteils mit Pilastern, Halbsäulen und senkrecht verlaufenden Schmuckbändern vertikal ausgerichtet. Die Nischen zwischen den Säulen sind mit figürlichem Schmuck (Apsaras und Devas) ausgefüllt. Auf allen vier Seiten des Kalan befinden sich hohe Portale: drei Scheintüren und das meistens nach Osten (der aufgehenden Sonne entgegen) offene Hauptportal. Es entwickelte sich im Lauf der Zeit zu einem üppig geschmückten Vestibül, zu dem eine oft sehr hohe Treppe führt.

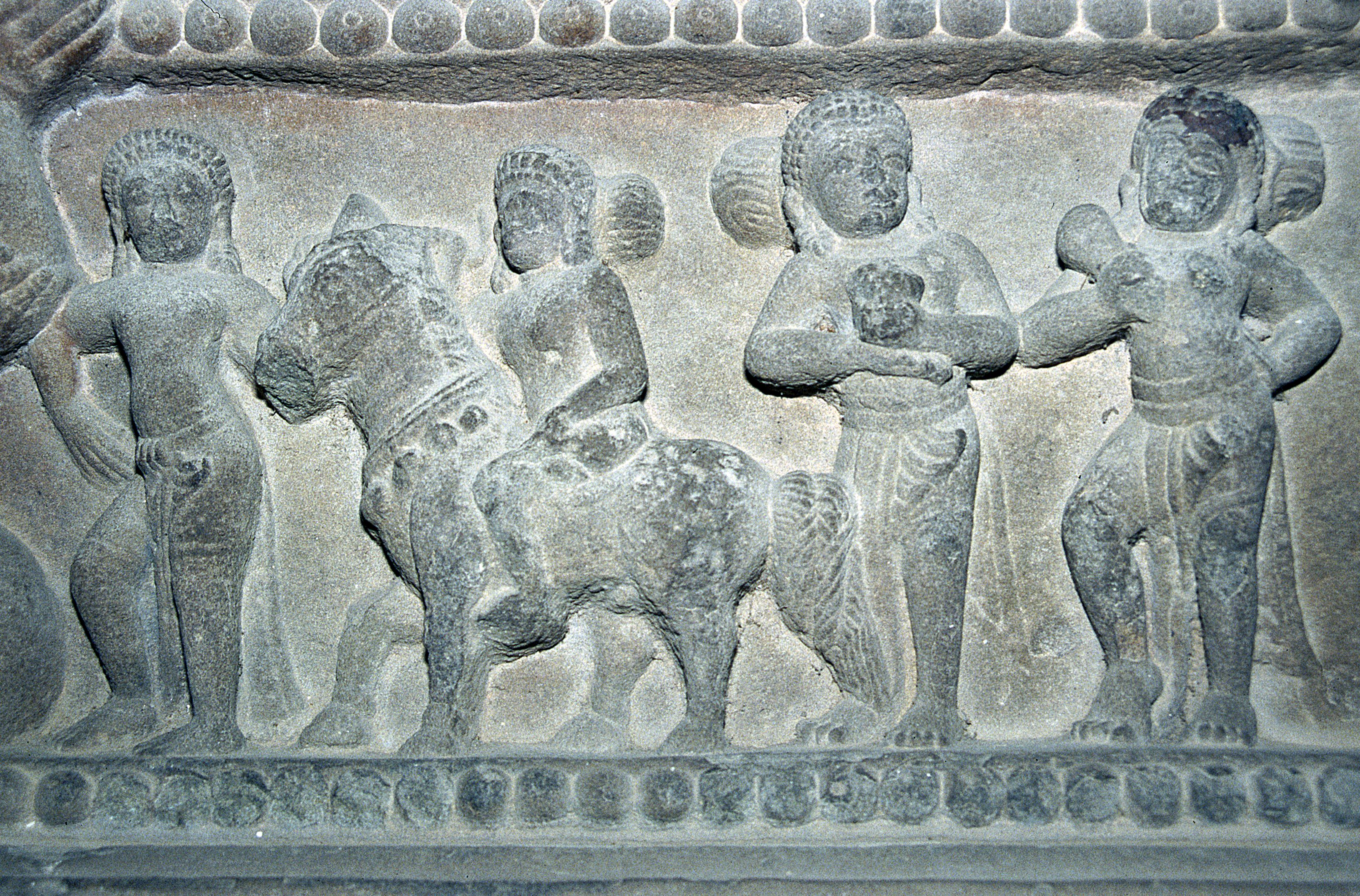
Đà Nẵng:Relief im Cham-Museum (Trà-Kiệu-Stil)

Man unterscheidet in der Cham-Kunst folgende Stile, die nach den Fundorten benannt sind: Mỹ Sơn E-1 (7. Jahrhundert bis 8. Jahrhundert), Hòa Lai (8. bis 9. Jahrhundert), Đồng Dương (9. Jahrhundert), Mỹ Sơn A-1, Trà Kiệu, Chiên Đàn (10. Jahrhundert bis 11. Jahrhundert), Tháp Mắm (11. und 12. Jahrhundert bis 13. Jahrhundert) und Yang Mum (14. Jahrhundert bis 15. Jahrhundert). Von den ehemals 250 Cham-Stätten sind nur noch etwa 20 bis 40 erhalten und diese teilweise lediglich als Ruinen. Die besterhaltenen Objekte befinden sich überwiegend in Privatsammlungen oder Museen im Ausland. In Đà Nẵng (Mittelvietnam) gibt es ein Cham-Museum (1915 gegründet, mit fast 2000 Ausstellungsstücken).

## Cham-Stätten
- Kloster Ðồng Dương

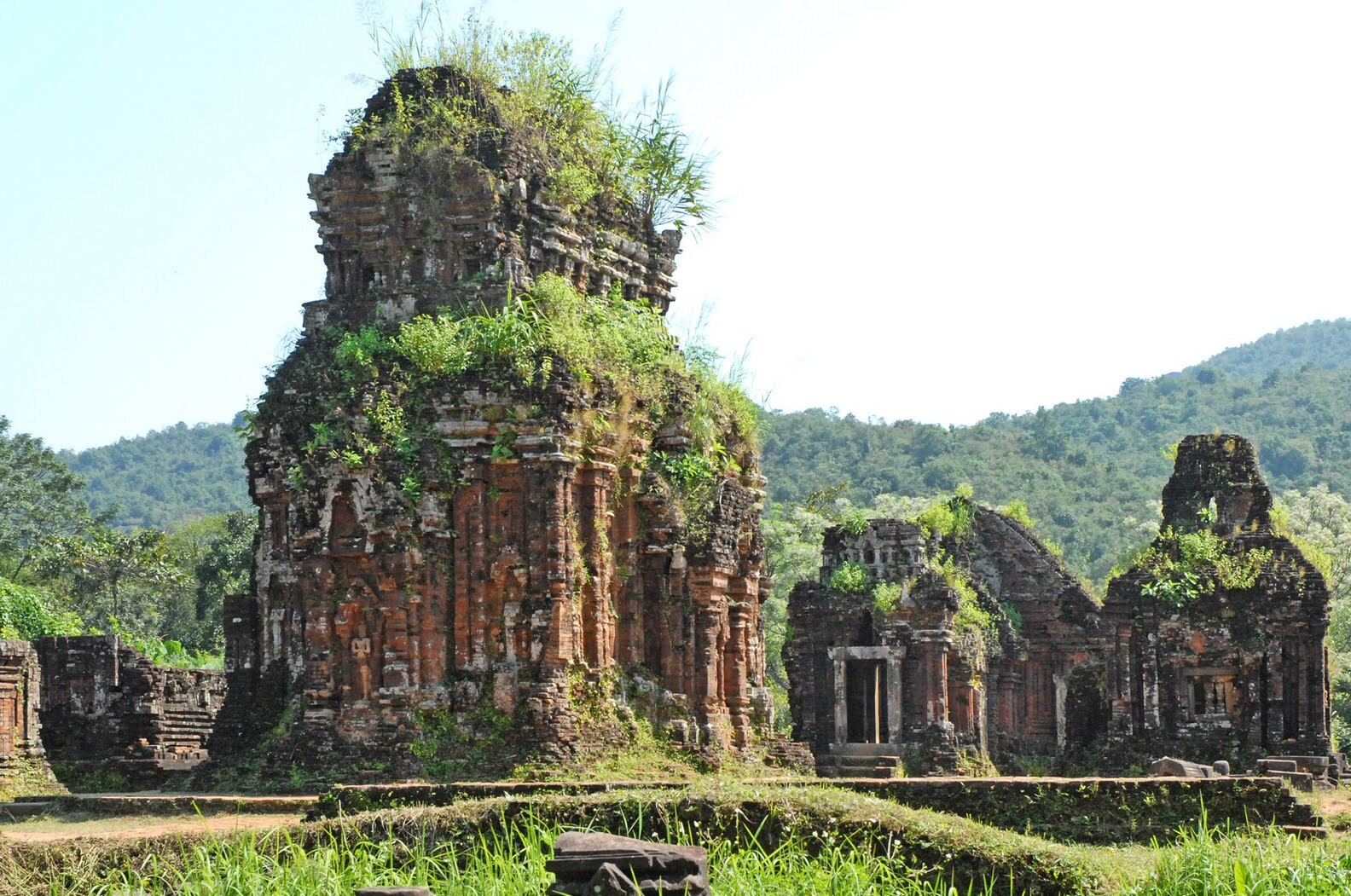
Mỹ Sơn, Shiva-Tempel (8. Jh.)

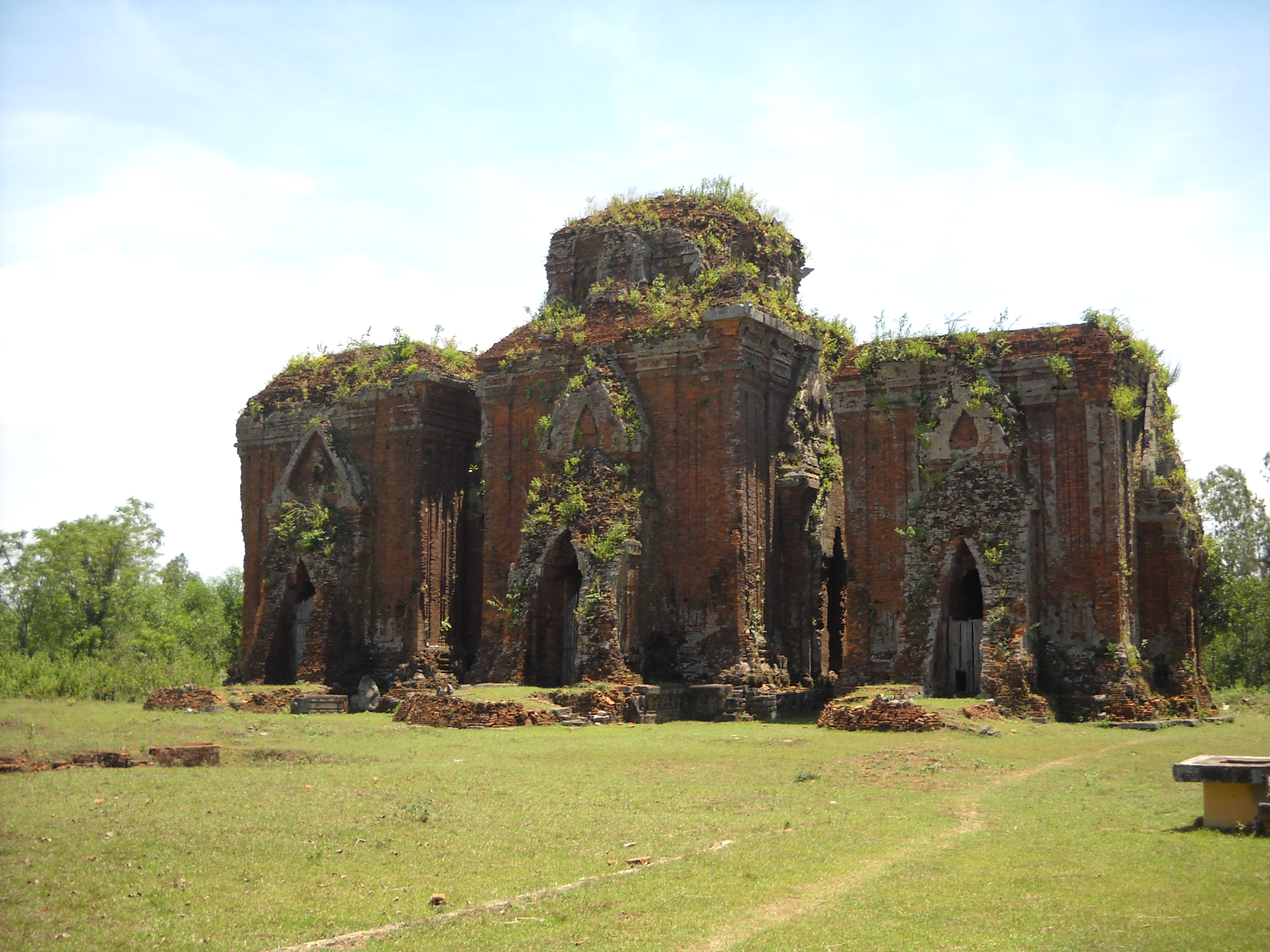
Chiên Đàn (11. Jh.)

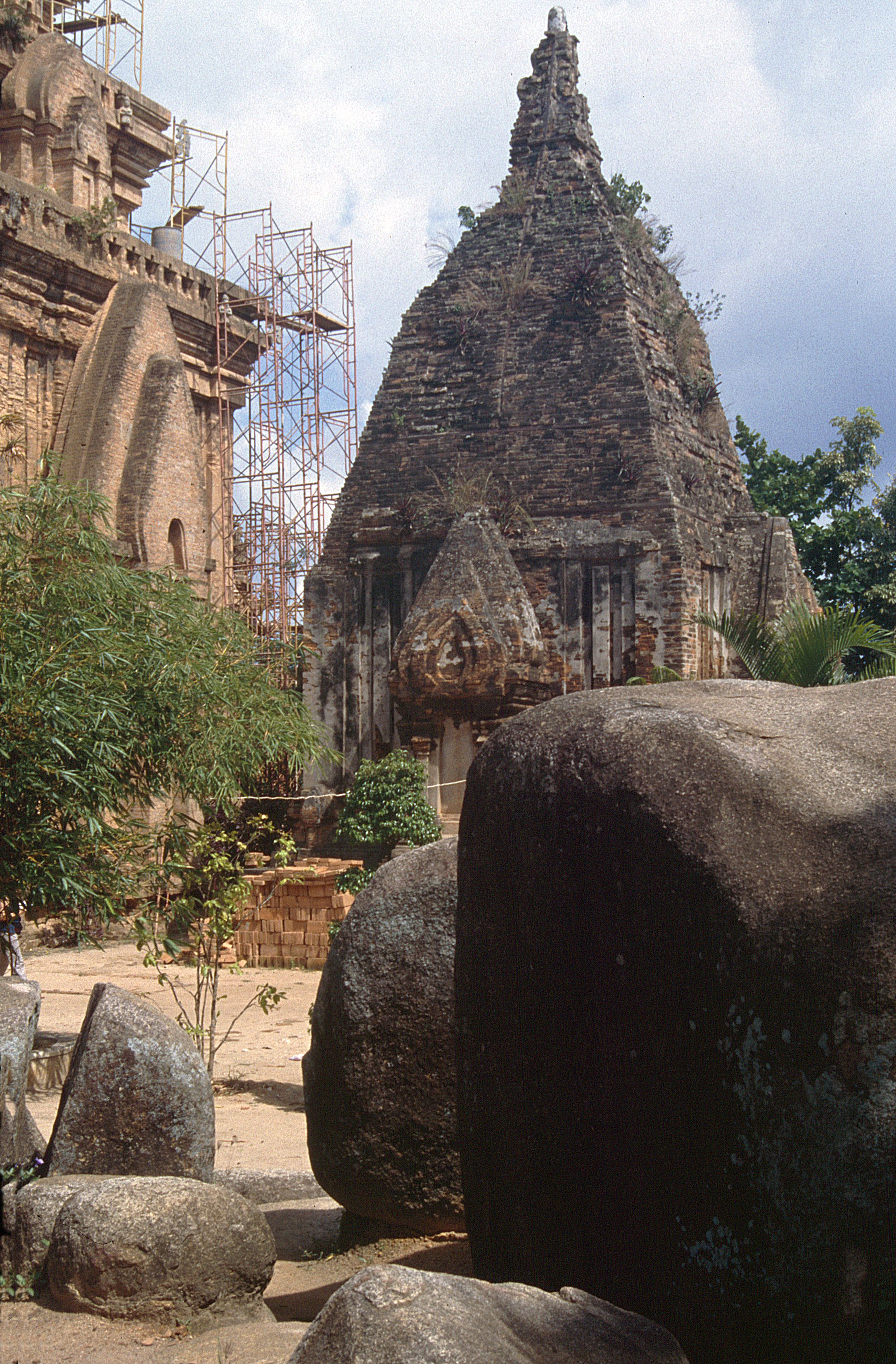
Po Nagar (11./12. Jh.) in Nha Trang

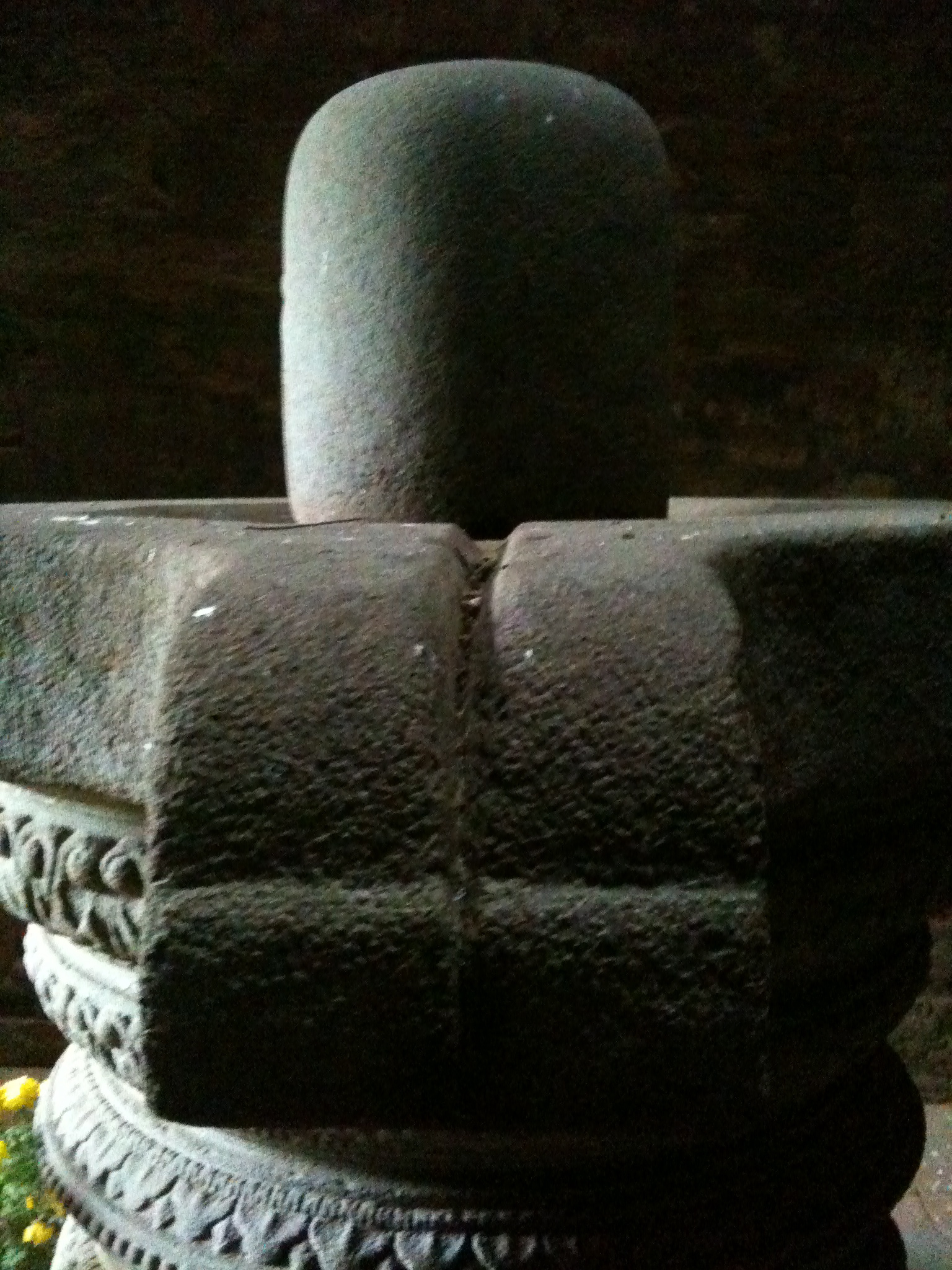
Linga im Inneren von Tháp Đôi (12./13. Jh.)

- Der Talkessel von Mỹ Sơn (UNESCO-Weltkulturerbe; nahe Hội An) war eine der drei heiligen Städte der Cham. Es sind nur noch Reste von 20 der insgesamt 70 Gebäude (Hindutempel und Königsgräber), die französische Archäologen Ende des 19. Jahrhunderts im Tempeltal Mỹ Sơn vorgefunden hatten, erhalten. Die übrigen sind hauptsächlich durch US-amerikanische Bombardements im Vietnamkrieg zerstört worden.
- In Trà Kiệu (nahe Hôi An) die erste Cham-Hauptstadt Simhapura (vom 4. bis zum 8. Jahrhundert). Heutzutage steht dort, wo einst ein Cham-Tempel stand, eine katholische Kirche.
- Tempel Chien Đan (südl. von Hôi An), stammt aus dem späten 11. und dem 12. Jahrhundert. Von den drei von verschiedenen Königen erbauten Heiligtümern (jeweils für Shiva, Vishnu und Brahma) sind nur noch Reste vorhanden.
- 10 km südlich von Chien Đan bei Tam Kỳ steht das Drei-Turm-Heiligtum Khương Mỹ aus dem 10. Jahrhundert. Grundriss und Höhe der Türme unterscheiden sich, der mittlere und der südliche Turm besitzen ein Vestibül. Vom Dekor der Ziegelwände ist nur wenig erhalten. Nach diesem Tempel ist der Khương-Mỹ-Stil benannt, der kein autonomer Stil ist, sondern Übergangswerke zwischen Đồng-Dương- und Mỹ-Sơn-A-1-Werken beinhaltet.
- Thốc Lốc, auf einem Hügel (4 km östlich der Nationalstraße 1) gelegen; die Franzosen nennen den Tempel «la tour d’Or».
- Turm Cánh Tiên, 20 m hoch (25 km nördlich von Quy Nhơn, westlich der Nationalstraße 1), von den Franzosen «Tour de Bronze» genannt, war einst das Zentrum Vijayas.
- Thap Duong Long (Elfenbeintürme, bei Qui Nhơn), 12. Jahrhundert
- Thap Bac (Bánh Ít, Silbertürme; nahe An Nhơn), ein großer und zwei kleinere Cham-Bauten aus dem 11./12. Jahrhundert, auf einem Hügel (östlich der Nationalstraße 1) gelegen. Der große ist ein Shiva, Vishnu und Brahma geweihter Tempel, der kleine daneben ein Agni geweihter Tempel und der kleine, am Hang liegende eine Bibliothek.
- Chà Bàn (im Distrikt An Nhơn), erbaut im 10. Jahrhundert unter König Yanpuku, vom 10. bis zum 15. Jahrhundert die Zitadelle von Vijaya
- Thap Nhan, fast 20 m hoch, auf dem 64 m hohen Nhan-Berg (östlich der Nationalstraße 1, nördlich des Flusses Đà Răng) stehend, der schon im 2. Jahrhundert eine heilige Stätte der Cham war.
- Türme von Po Nagar, vom 7. bis zum 12. Jahrhundert auf dem Marmorberg Cu Lao erbaut (nördlich des Cai-Flusses bei Nha Trang). Auf dem Plateau steht außer dem Hauptheiligtum, das auch als Nordturm bezeichnet wird, ein dem Ganesha geweihter Nordwestturm sowie ein Zentral- und ein Südturm (für Cri Cambhu und Sandhaka oder umgekehrt). Po Nagar ist der Name der Muttergöttin der Cham.
- Türme Hòa Lai (14 km nördlich von Phan Rang); erhalten sind nur noch die beiden äußeren Kalane mit etwas Relief, der mittlere fehlt. Seinerzeit gehörten sie zum Cham-Fürstentum Pan Duranga, das noch bis ins 17. Jahrhundert halbwegs eigenständig existierte. Der Tempel wurde ursprünglich für Simhavarman III. errichtet, einen Cham-Herrscher, der sich erfolgreich gegen die Mongolen wehrte und daher als Inkarnation Shivas verehrt wurde.
- Phú Hài (7 km entfernt von Phan Thiết), spätes 18. Jahrhundert, zwei Türme und einige Fundamentreste.
- Po Klong Garai (nahe Phan Rang), erbaut Ende des 13. Jahrhunderts unter Jaya Simhavarman III., auf einem mit Kakteen und Dornengestrüpp bewachsenen Hügel gelegen, vergleichsweise gut erhalten. 21 m hoher Kalan (Turmheiligtum) sowie drei weitere der ursprünglich wohl sechs Türme einschließlich einer Bibliothek, deren Dach büffelhornartige Abschlüsse hat.
- Pô Rô Mê in der Provinz Ninh Phước auf einer Anhöhe nahe der Nationalstraße 1A.